# わたしは不思議の環
『わたしは不思議の環』（わたしはふしぎのわ、I Am a Strange Loop）は、ダグラス・ホフスタッターの2007年の著書である。「わたし」の感覚を説明するための「不思議の環」の概念を徹底的に検証している。「不思議の環」の概念は、彼の1979年の著書『ゲーデル、エッシャー、バッハ』(GEB)の中で提唱されたものである。
In the end, we are self-perceiving, self-inventing, locked-in mirages that are little miracles of self-reference.—Douglas Hofstadter、I Am a Strange Loop p.363
ホフスタッターは、1980年のピューリッツァー賞 一般ノンフィクション部門を受賞したGEBについて、その受容のされ方に失望を表明していた。GEBの20周年記念版の序文で、ホフスタッターは、この本が中心的なテーマを持たない端正なものの寄せ集めとして認識されていたことを嘆いた。彼は次のように述べている。「GEBは、無生物から生物が生まれてくるとはどのようなことなのかを説明しようとした、非常に個人的な試みです。自己とは何か、石や水たまりのような自己を持たないものから自己がどうやって出てくるのか。」
ホフスタッターは『わたしは不思議の環』において、GEBの中心的なメッセージに焦点を当て、解説することによって、この問題を解決しようとしている。彼は、ゲーデルの不完全性定理で実証された自己言及システムの特性を、心のユニークな特性を記述するために使用する方法を示している。
「わたし」の感覚の探求として、ホフスタッターは自身の人生、そして親しい人たちの人生を探求する

## 書誌情報
- Hofstadter, Douglas R. (2013) [2007], I Am a Strange Loop, Basic Books, ISBN 0465008372。
- ダグラス・ホフスタッター『わたしは不思議の環』片桐恭弘・寺西のぶ子訳、白揚社、2018年7月。ISBN 978-4-8269-0200-7。